# Ferdinand Lentz
Ferdinand Lentz (* 30. Januar 1819 auf Gut Kremsdorf bei Oldenburg in Holstein; † 8. Oktober 1898 in Bremen) war ein deutscher Landwirt, Fabrikant und Parlamentarier. Er gehörte zu den Wirtschaftspionieren des gerade erst gegründeten Hafenortes Geestemünde.

## Leben
Lentz entstammte einer alten altmärkischen, später im Nebenzweig oldenburgischen, im Hof-, Justiz- und Kirchendienst stehenden Beamten- und Akademikerfamilie. Der Vater Carl L. (1781–1855) war Verwalter des adeligen Gutes Kremsdorf bei Oldenburg i. Holstein gewesen; sein älterer Bruder August (1817–1893) wurde später Regierungspräsident im oldenburgischen Landesteil Eutin.
Als jüngster Sohn besuchte Ferdinand Lentz das Gymnasium und die Realschule in Lübeck. Er lernte anschließend Landwirtschaft und verwaltete bis 1849 Güter im Herzogtum Holstein, in der Provinz Brandenburg und in der Provinz Posen sowie in West- und Ostpreußen. Danach schloss  er sich bis zu ihrer Auflösung (1851) der Schleswig-Holsteinischen Armee an. An Asthma bronchiale erkrankt, fand er im Küstenklima bei seiner in Geestemünde lebenden Schwester Genesung. Er entschloss sich daher, seinen bisherigen Beruf aufzugeben. Er beteiligte sich noch im selben Jahr an der Dampfmühle, Schiffsbrotbäckerei und Reisschälfabrik (Hartlaub & Co.), die sein Schwager Carl Hartlaub am Geestedeich betrieb. Dieses erste industrielle Unternehmen Geestemündes mit der ersten Dampfmaschine ging nach Hartlaubs Tod 1860 in Lentz’ Alleinbesitz über. Während die Reisbearbeitung 1866 eingestellt werden musste, wurden die Schiffsbrotbäckerei noch etliche Jahre und der Mühlenbetrieb bis etwa 10 Jahre nach seinem Tod fortgeführt. Lentz war zudem an weiteren, vor allem industriellen Unternehmungen beteiligt (u. a. Fischereigesellschaft auf Aktien »Weser«, Fa. Schäfer & Co, Buchdruckerei und Verlag der »Nordsee-Zeitung«). Als erster Präsident der Handelskammer Geestemünde sowie als spanischer Vizekonsul nahm er Einfluss auf die Gestaltung des Wirtschaftslebens an der Unterweser. Als Nationalliberaler vertrat er 1873–1876 den Wahlkreis Hannover 33 (Lehe) im Preußischen Abgeordnetenhaus. Lentz zog sich um 1893 vom Geschäft zurück und lebte fortan in Bremen.
Sein jüngerer Sohn Peter Lentz wurde erfolgreicher Kaufmann in Bremen (Fa. Lentz & Hirschfeld). Ein Vetter war der hamburgische Wasserbauinspektor Bernhard Hugo Lentz.